# パク・ソロモン
ロモン（朝鮮語: 로몬、1999年11月11日 - ）は、ウズベキスタンに生まれ、韓国で活動する俳優、モデル。本名および2020年までの芸名はパク・ソロモン（朝鮮語: 박솔로몬）。2014年にデビューし、僕たちの復讐ノート（2017年）、今、私たちの学校は…（2022年）などへの出演で知られる。

## 幼少期と教育
1999年11月11日、ウズベキスタンで高麗人の親のもとに生まれた。幼少期はロシアに住み、後に韓国に移住した。江南区の狎鴎亭高等学校卒業。

## キャリア
2014年にテレビドラマ『百年の花嫁』・『伝説の魔女」でデビューした。2017年に『僕たちの復讐ノート』で主演を務め話題になった。
2019年には、『外見至上主義』に出演し、役のために中国語を学んだ。
2022年、Netflixのゾンビドラマ『今、私たちの学校は…』でイ・スヒョク役を演じ、2年ぶりにテレビ復帰を果たした。同シリーズの世界的なヒットを受け、一週間も経たないうちにロモンはInstagramで200万人のフォロワーを取得している。同年11月、Disney+の『代理リベンジ』でシン・イェウンとダブル主演した。